# Biocompatibilité
La notion de biocompatibilité s'applique à tout ce qui est compatible avec l'épanouissement du vivant.
En science des matériaux, elle désigne la capacité des matériaux à ne pas interférer, ne pas dégrader, le milieu biologique dans lequel ils sont utilisés (les animaux le plus souvent). Les matériaux biocompatibles sont appelés « biomatériaux ».
Le terme biocompatibilité a trait principalement aux matériels médicaux en contact direct, bref ou prolongé, avec les tissus et fluides internes du corps, comme les sondes, les seringues, les prothèses.
Le titane par exemple est un des matériaux les plus biocompatibles, utilisé notamment pour des prothèses et implants osseux.
En architecture, une construction biocompatible est un bâtiment qui respecte le vivant au sens large : la santé et le bien-être des utilisateurs ainsi que l’environnement. À ce titre, la conception biocompatible prend en considération de nombreux aspects tels que : matériaux et structure, installation électrique et plomberie, empreinte écologique et sanitaire, économies d’énergie, implantation, orientation, agencement, réseaux et courants telluriques, radioactivité et autres nuisances.